# Ruth Calderon
Ruth Calderon, en hébreu : רות קלדרון, née le 25 septembre 1961 à Tel Aviv, est députée à la Knesset pour le parti centriste et laïque Yesh Atid de Yaïr Lapid.

## Biographie
Calderon est né à Tel Aviv en 1961, d'un père séfarade qui a émigré en Israël en provenance de Bulgarie et d'une mère ashkénaze originaire d'Allemagne. Elle grandit dans ce qu'elle décrit comme « un très juif, très sioniste, maison laïque traditionnel religieux combiné ashkénaze et séfarade » et fréquentaient les écoles publiques. 
Elle obtient un BA au Collège académique Oranim et a étudié à l'université de Haïfa, elle a obtenu une maîtrise et un doctorat de Talmud de l'université hébraïque de Jérusalem. 
En 1996, elle fonde la ALMA, qui vise à familiariser les Israéliens laïques avec la culture hébraïque. Elle anime une émission de télévision sur canal 2, avec des invités pour discuter des textes juifs classiques et modernes.
En 2012, Calderon rejoint le nouveau parti Yesh Atid, et est placée treizième position sur la liste du parti pour les élections de 2013. Elle est ensuite membre de la Knesset.
Calderon est divorcée avec trois enfants et vit à Tel Aviv.